# BNB Clube
O  BNB Clube de Fortaleza ou BNB, como é mais conhecido, é um clube social fundado em 6 de novembro de 1954, na cidade de Fortaleza, Ceará, Brasil, por funcionários do Banco do Nordeste do Brasil S.A., com o apoio dessa instituição como patrocinadora, objetivando o lazer desses funcionários e suas famílias.
A partir de 1993 passou a aceitar associados não somente funcionários e aposentados da patrocinadora, mas também membros da sociedade local, mediante o cumprimento de requisitos específicos.
Ao longo dos anos foi ampliando sua atuação com a diversificação de atividades, que ficaram organizadas da seguinte forma:
1. Estruturas de Lazer e Serviços
2. Esporte, Saúde e Bem-estar
3. Eventos, Arte e Cultura
4. Alimentos e Bebidas

## Estruturas de Lazer e Serviços
O BNB Clube de Fortaleza conta com duas sedes urbanas, sendo uma no bairro da Aldeota e outra na Praia do Futuro à beira-mar.
A Sede Aldeota conta com 3 quadras poliesportivas, quadra de voleibol, 4 piscinas, tatame, 4 sinucas, tênis de mesa, salão de festas, restaurante, pérgula bar, terraço na cobertura, sala de xadrez, sauna, sala de pilates, clínica de fisioterapia, parque infantil, jardins, além de espaço administrativo, Central de Relacionamento e Central de Serviços.
A Sede Praia conta com campo de futebol soçaite, campo infantil, quadra de volei de praia, parque aquático, piscinas, restaurante, área de descanso e acesso direto à praia.

## Esporte, Saúde e Bem-estar
O Clube é tradicional na participação em competições e oferecimento a sócios e não-sócios, de ensino e prática de várias modalidades esportivas, como Futebol de Salão, Voleibol, Basquete, Natação, Judô, Karatê etc.
- Campeonato Cearense de Basquete[1] : 1983 e 1992

## Eventos, Arte e Cultura
O Clube é um mais conhecidos realizadores de festas e shows locais e nacionais em Fortaleza.

## Alimentos e Bebidas
O Clube conta com um restaurante em cada sede, além de realizar serviços de buffet em eventos próprios e particulares.